# Gyrocheilos microtrichus
Gyrocheilos microtrichus är en tvåhjärtbladig växtart som beskrevs av Wen Tsai Wang. Gyrocheilos microtrichus ingår i släktet Gyrocheilos och familjen Gesneriaceae. Inga underarter finns listade i Catalogue of Life.